# Saint-Laurent-du-Maroni
Saint-Laurent-du-Maroni är en kommun i det franska utomeuropeiska departementet Franska Guyana i Sydamerika. År 2022 hade Saint-Laurent-du-Maroni 51 732 invånare.

## Befolkningsutveckling
| Befolkningsutvecklingen i Saint-Laurent-du-Maroni 1990–2021 | Befolkningsutvecklingen i Saint-Laurent-du-Maroni 1990–2021 | Befolkningsutvecklingen i Saint-Laurent-du-Maroni 1990–2021 | Befolkningsutvecklingen i Saint-Laurent-du-Maroni 1990–2021 | Befolkningsutvecklingen i Saint-Laurent-du-Maroni 1990–2021 |
| ----------------------------------------------------------- | ----------------------------------------------------------- | ----------------------------------------------------------- | ----------------------------------------------------------- | ----------------------------------------------------------- |
|                                                             |                                                             |                                                             |                                                             |                                                             |
| År                                                          |                                                             |                                                             | Folkmängd                                                   |                                                             |
| 1990                                                        | 1990                                                        |                                                             | 13 616                                                      |                                                             |
| 1999                                                        | 1999                                                        |                                                             | 19 211                                                      |                                                             |
| 2007                                                        | 2007                                                        |                                                             | 34 149                                                      |                                                             |
| 2015                                                        | 2015                                                        |                                                             | 43 600                                                      |                                                             |
| 2021                                                        | 2021                                                        |                                                             | 50 250                                                      |                                                             |